# Reales Estudios de San Isidro

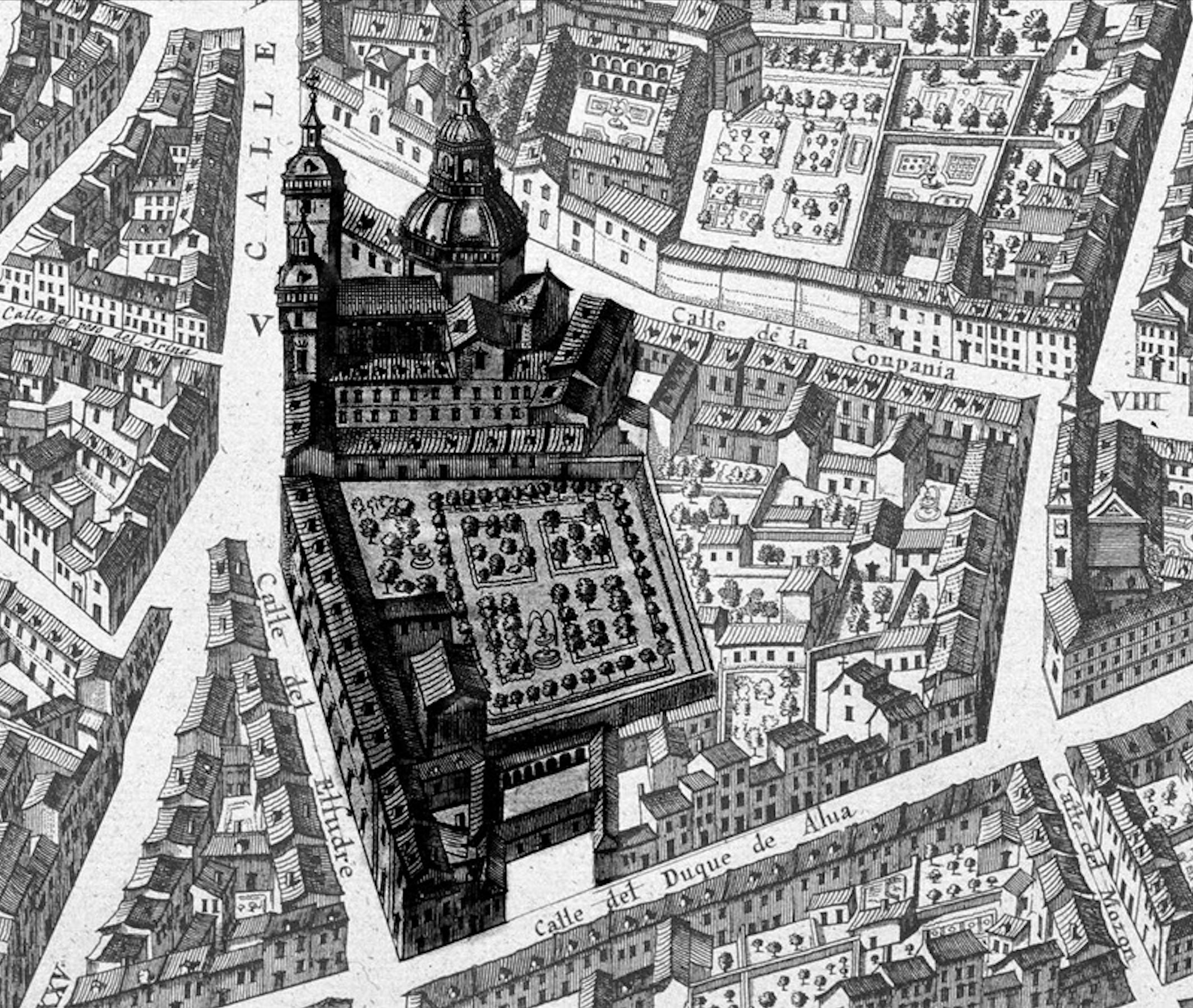
Detalle en el plano de Madrid de Pedro Teixeira de 1656 del Colegio Imperial de la Compañía de Jesús o Colegio de San Pedro y San Pablo de la Compañía de Jesús en la Corte, anexo a la colegiata de San Isidro, en la calle de Toledo.

Los Reales Estudios de San Isidro, primitiva Casa de los Estudios y antiguo Colegio Imperial, hacen referencia a varias instituciones docentes instaladas en la intersección de la calle de Toledo y la calle de los Estudios de Madrid desde 1569, en los terrenos en parte donados por la emperatriz María, y actualmente ocupados por el Instituto San Isidro.

## De la Casa de los Estudios al Colegio Imperial
El conjunto del Colegio Imperial, en la manzana 143 de la antigua Villa de Madrid, tiene su origen en la fundación hecha durante el reinado de Felipe II,
 que incluyó un templo bajo la advocación de San Pedro y San Pablo, construido en 1567, y la puesta en funcionamiento dos años después (1569) de la «Casa de los Estudios» en la calle lateral de la de Toledo y que tomaría tal nombre, institución regida por la Compañía de Jesús, y sostenida por la villa de Madrid, que con el tiempo puso en funcionamiento las aulas de Latinidad y Retórica con matrícula gratuita.
En 1603 se demolió la primitiva iglesia y ya bajo el patronato y legado de María de Austria y Avis, hija de Carlos V y esposa de Maximiliano II, emperador del Sacro Imperio Romano, se promovió la construcción de una colegiata y se puso en marcha el Colegio Imperial.

## Colegio Imperial de la Compañía de Jesús
En 1625, Felipe IV promovió nuevas obras, confiadas asimismo a los jesuitas, inicialmente encargados de la gestión y explotación del centro, modificando sus anteriores nombres de Casa de los Estudios y Colegio Imperial, como Colegio Imperial de la Compañía de Jesús o Colegio de San Pedro y San Pablo de la Compañía de Jesús en la Corte. En 1752 Fernando VI promocionó una nueva aula de Matemáticas.

## Reales Estudios de San Isidro
Con la expulsión de los jesuitas en 1767, los Reales Estudios se cerraron, hasta que Carlos III los reabrió tres años más tarde como Reales Estudios de San Isidro, y estableció quince cátedras –concedidas por oposición, a diferencia de lo estipulado durante el mandato jesuita– inauguradas el 21 de octubre de 1771, y cuya dirección fue encomendada al ministro del Consejo de Castilla, Manuel de Villafaña; también se decidió cambiar el carácter de la biblioteca, abriéndose como biblioteca pública, al cuidado de dos bibliotecarios y el personal de servicio necesario. Asimismo, en 1767, y tras la citada expulsión de la Compañía, la iglesia anexa a los Estudios se transformó en colegiata, cambiando su advocación a san Isidro, y pasando a albergar desde ese momento los restos del patrón de Madrid y su esposa, María de la Cabeza.

## De los Reales Estudios a la Universidad Literaria de Madrid
En 1815, Fernando VII entregó de nuevo la institución y el edificio a los jesuitas que salieron y entraron siguiendo las vicisitudes y del reinado del caprichoso “rey Felón”, entre 1816 y 1834 (con el paréntesis del Trienio Liberal).

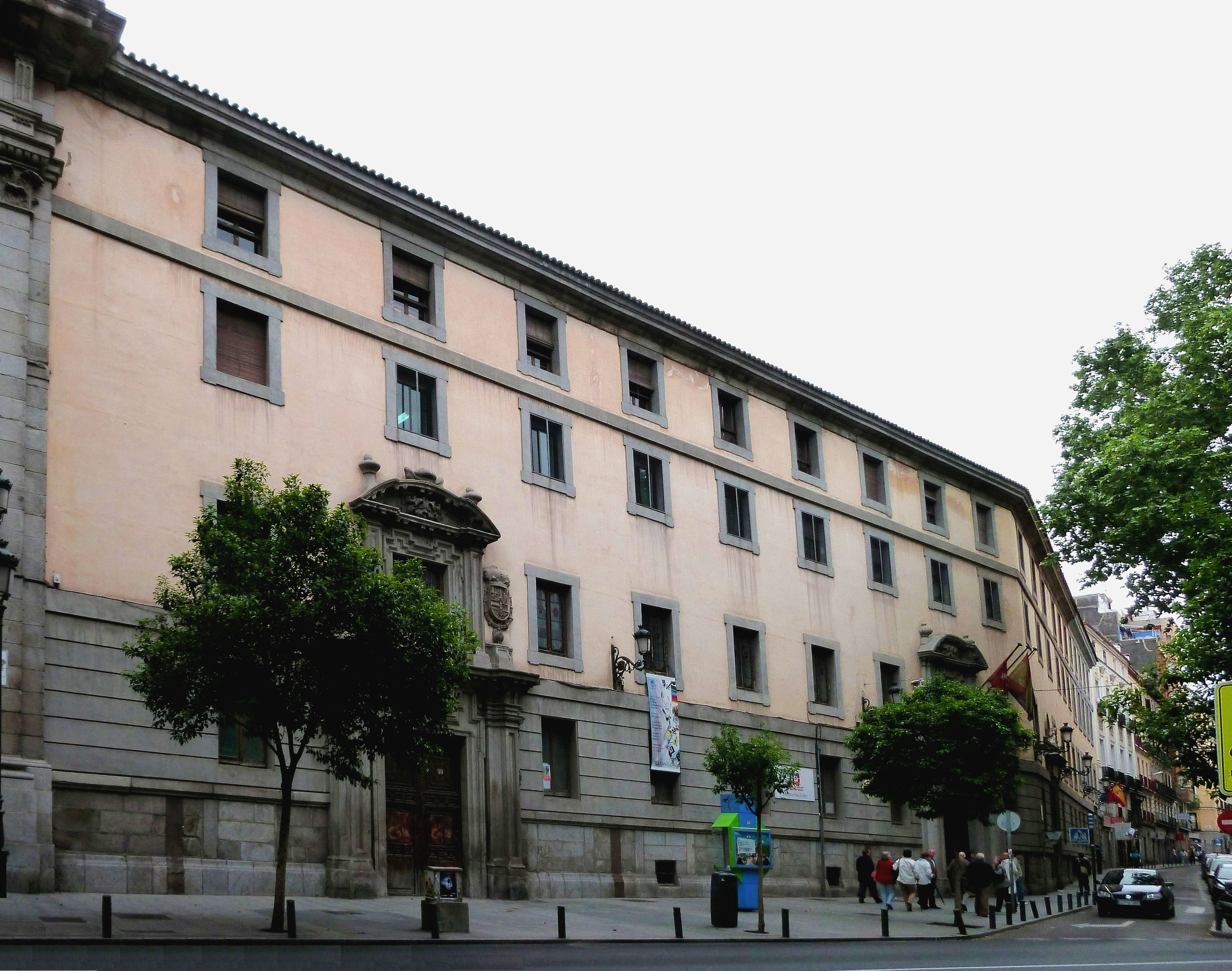
Instituto de San Isidro.

Tras más de dos siglos de dominio jesuita, en 1835, los Reales Estudios, afectados por el proceso de la desamortización de Mendizábal, pasarían a convertirse en una institución definitivamente laica con el nombre de Estudios Nacionales, renombrados en 1845 como Universidad Literaria de Madrid.

## El Instituto San Isidro
En 1844, al entrar en vigor el “plan Pidal” en 1845, los antiguos Reales Estudios quedaron transformados en el Instituto de Segunda Enseñanza “San Isidro”. No obstante, en el mismo edificio se instalaría la Biblioteca de la Facultad de Filosofía y Letras de la universidad Central, y a partir de 1856 la Escuela Diplomática, y en 1860 la Escuela de Taquigrafía. 
En 1876, al trasladarse la Universidad al edificio de la carrera de San Bernardo, Francisco Jareño y Alarcón inicia la reforma y ampliación del edificio, que una vez disponible de nuevo sería temporalmente ocupado por la antigua Escuela de Arquitectura (hasta entonces dependiente de la Real Academia de San Fernando), y la Escuela de Artes y Oficios de Madrid que aún se mantiene en esta dirección.
Durante la guerra civil, suspendidas las clases, el edificio se usó como refugio antiaéreo, permaneciendo abierta una escuela para hijos de milicianos. «A diferencia de la Colegiata, el Instituto no sufrió daños.»